# Ngô (họ)
Ngô (chữ Hán phồn thể: 吳; chữ Hán giản thể: 吴; Hangul: 오; Latin: "Ng", "Wu", "O", "Oh") là một họ người phổ biến tại Trung Quốc, Việt Nam, và Triều Tiên. Tại Việt Nam họ Ngô là họ có mức độ phổ biến thứ 12, với 1,3%
dân số  tại Cộng hòa Nhân dân Trung Hoa, đây là họ phổ biến. Tại Bách gia tính của Trung Quốc, họ Ngô ở vị trí thứ sáu.

### Tại Việt Nam

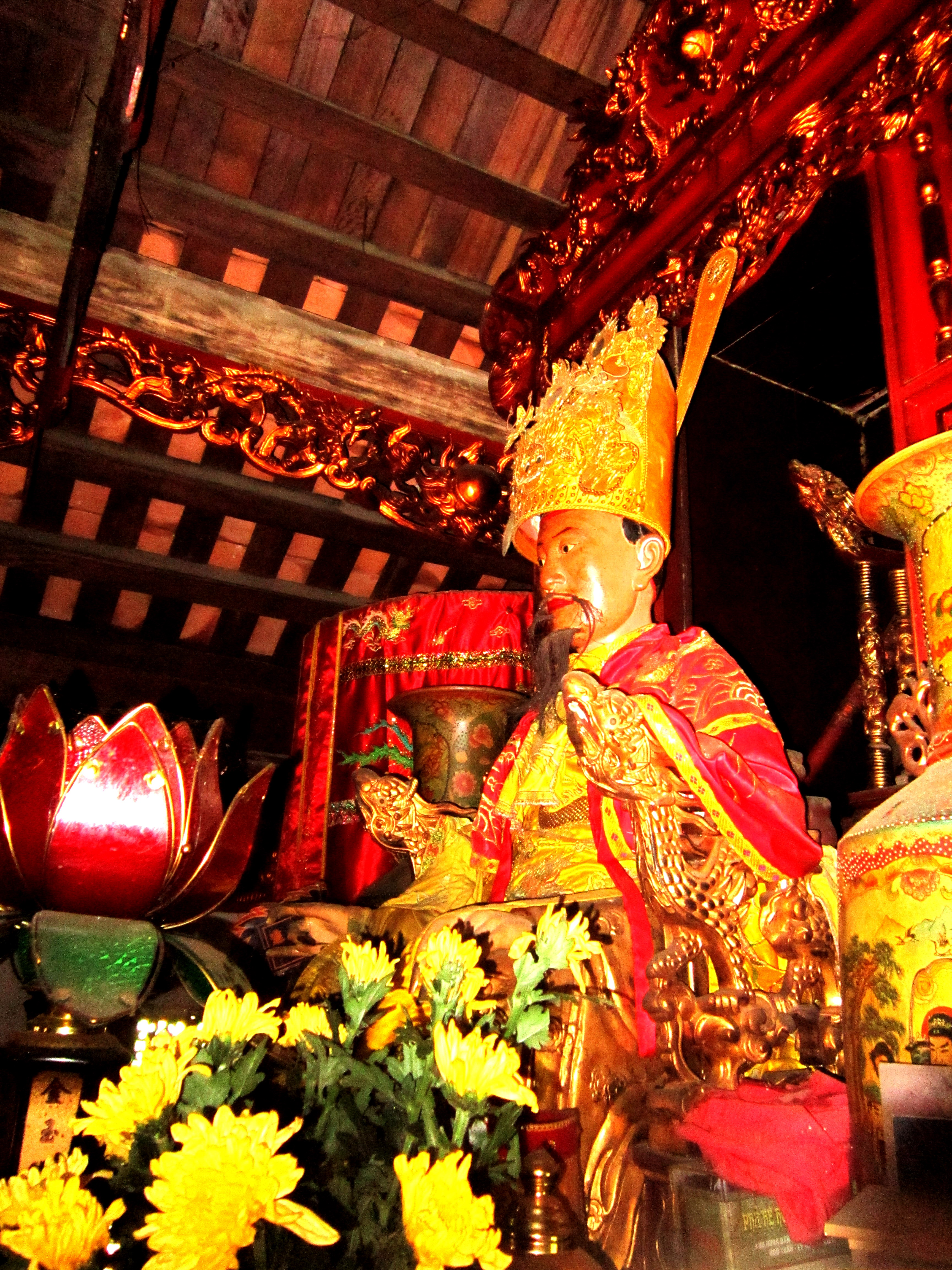
Anh hùng dân tộc Ngô Quyền

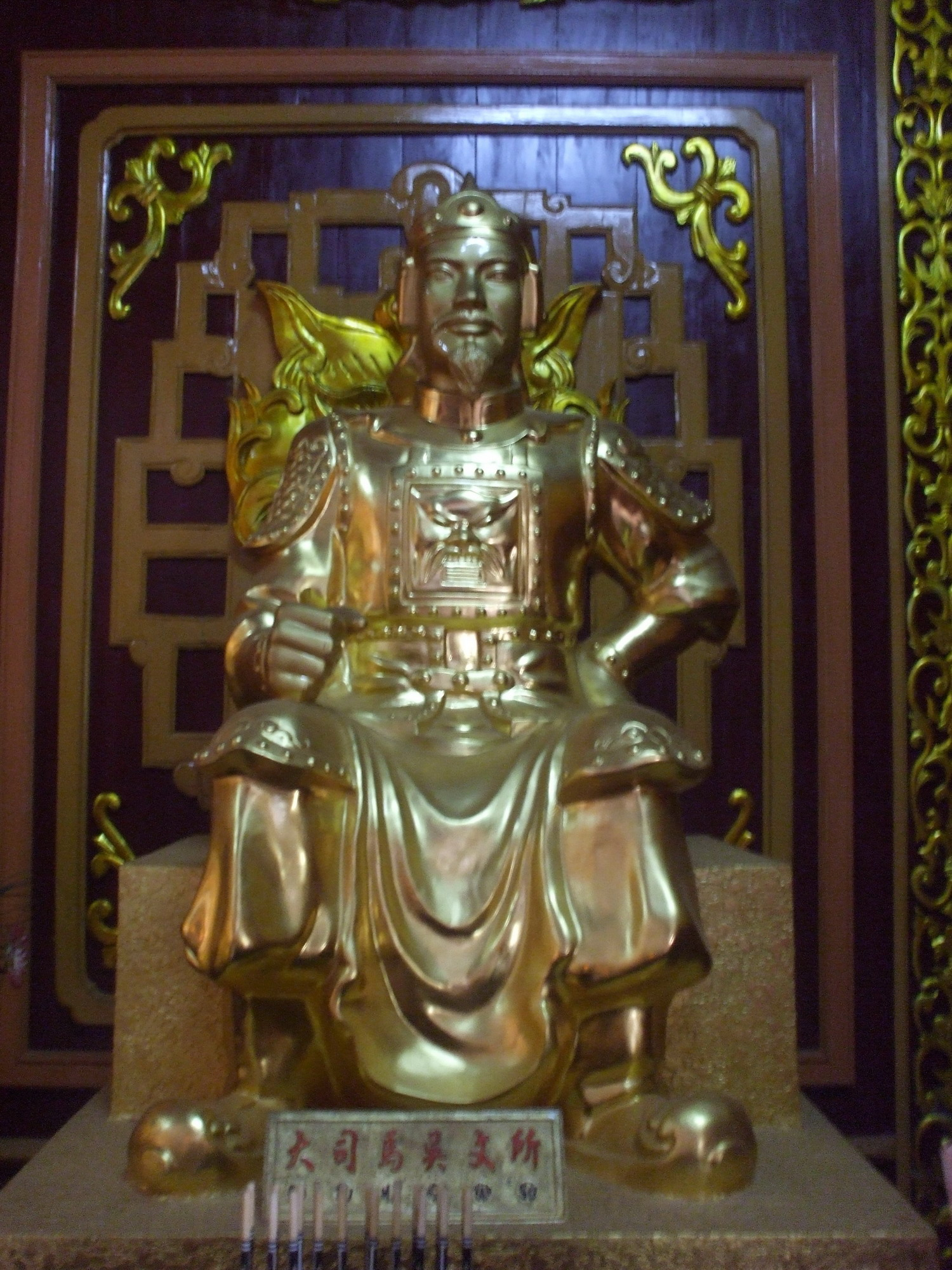
Danh tướng nhà Tây Sơn Ngô Văn Sở

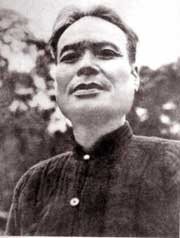
Nhà văn, nhà báo Ngô Tất Tố

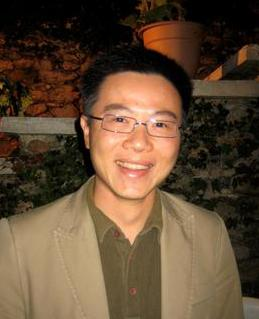
Nhà toán học Ngô Bảo Châu

Nhà thơ Xuân Diệu